# Robot (Léonard de Vinci)
Pour les articles homonymes, voir Robot (homonymie).

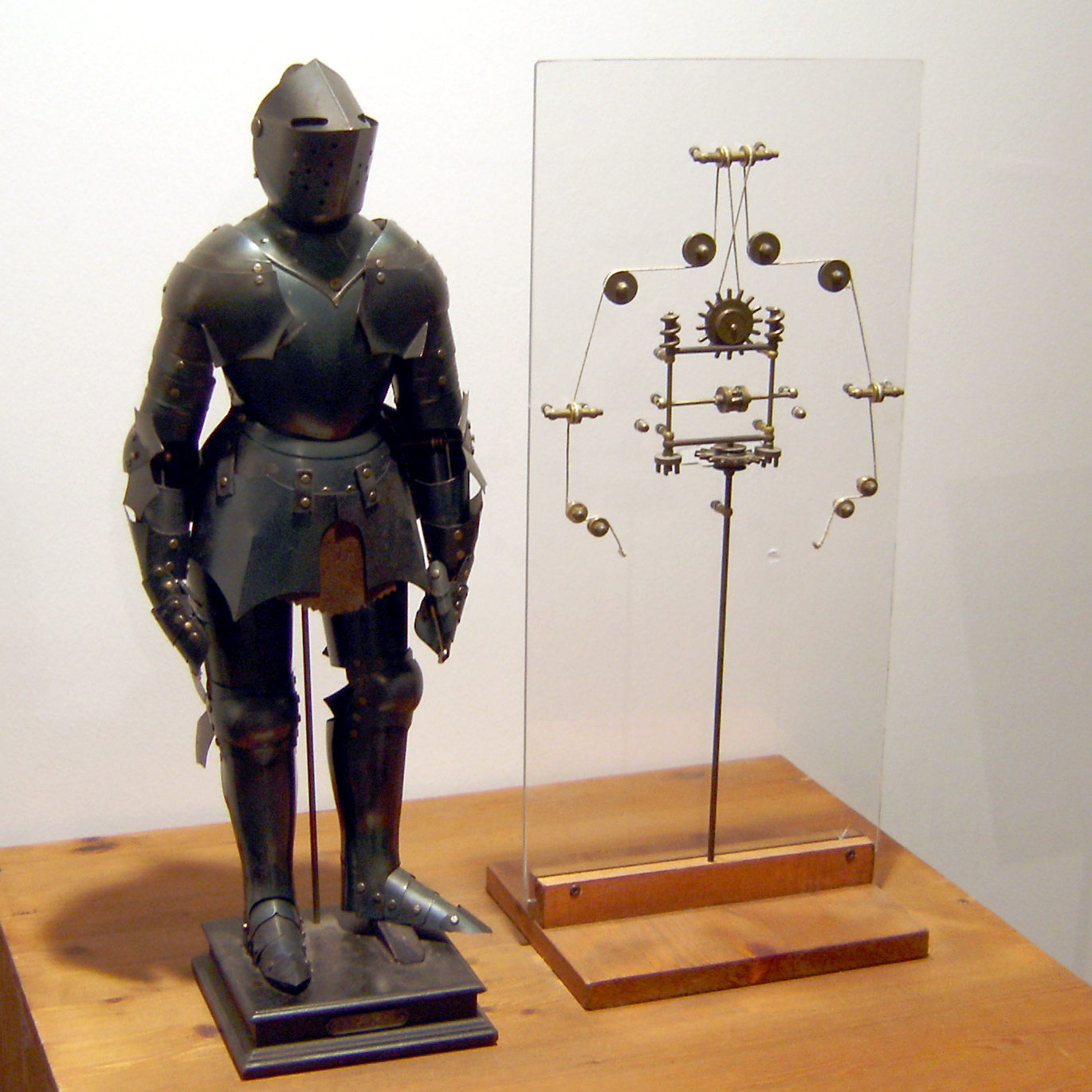
Reconstitution du robot de Léonard de Vinci.

Le Robot (ou Chevalier mécanique) est un automate humanoïde imaginé par Léonard de Vinci (1452-1519) et peut-être construit par lui. Ce robot aurait été conçu à l'occasion de festivités organisées en 1495 à la cour ducale de Milan par Ludovic Sforza, le commanditaire de La Cène.

## Histoire
Redécouvertes dans les années 1950, les annotations de Léonard de Vinci dans le Codex Atlanticus (f. 579r, v, 1077r, 1021r et 1021v) ainsi que sur plusieurs esquisses du Codex Madrid permettent de reconstituer le « chevalier mécanique » : revêtu d'une armure médiévale de type italo-germanique, il pouvait exécuter divers mouvements, par exemple se tenir debout, s'asseoir, agiter les bras, ouvrir et fermer la mâchoire ou encore tourner la tête. Sa bouche émettait des sons grâce à un mécanisme de percussion placé en haut du torse. L'intérieur de l'humanoïde était en bois, avec des parties en métal et en cuir, et l'ensemble était actionné par un système de poulies et de câbles.
Les proportions anatomiques s'inspiraient des recherches de Vinci relatives à l'Homme de Vitruve et les mouvements de l'automate marquaient l'aboutissement de ses précédents travaux sur la cinétique.

## Autres automates
Il se peut que Vinci ait créé d'autres robots anthropomorphes. En tout état de cause, son projet d'« automobile » est documenté. Une rumeur connue, due aux récits de Vasari, Lomazzo et Michel-Ange, veut qu'il ait travaillé à un automate en forme de lion, encore qu'il n'existe aucun témoignage direct à ce sujet.